# Marola
Manuel Rodríguez Lana, más conocido como Marola (Gijón, 3 de diciembre de 1905 – 3 de febrero de 1986) fue un pintor y dibujante español.

## Biografía
Fue a la escuela pública y, a los doce años, empezó a trabajar recogiendo pelotas en una pista de tenis, para ayudar a la economía familiar. También trabajó de aprendiz en varios oficios, y como ayudante en un taller de pintura y decoración.
Sus primeras obras como ilustrador son de los años veinte, en campañas publicitarias de la empresa sidrera Zarracina.
En 1929, Marola fue a vivir a Madrid con la intención de ser pintor, intentando ganarse la vida como copista en el Museo del Prado. Desde la capital de España, empezó a colaborar como humorista gráfico en el periódico gijonés La Prensa, para el que hizo historietas.
En 1933 decidió regresar a su ciudad natal, pero, después de dos años, volvió a Madrid, donde encontró trabajo como caricaturista en la revista Muchas Gracias. Durante la Guerra Civil publicó dibujos en la prensa republicana, y diseñó un cartel y un sello postal para el Consejo de Asturias y León. 
En los años 40, trabajó en la revista Dígame, nuevamente como caricaturista.
Continuó con su trabajo como dibujante, caricaturista y cartelista hasta que, en agosto de 1962, hizo su primera exposición de pintura en el Ateneo de Gijón. 
Como caricaturista, humorista gráfico y pintor tenía un estilo próximo al art decó. Utilizaba líneas verticales como base para definir a los personajes y buscaba la máxima simplificación. Como pintor era además expresionista.